# Антон Манегін
Антон Манегін (нар. 12 березня 1990) — колишній російський тенісист.
Найвищу одиночну позицію світового рейтингу — 825 місце досяг 13 вересня 2010, парну — 472 місце — 9 грудня 2013 року.

## Титули ITF Ф'ючерс

### Парний розряд: (5)
| Ранг | Дата     | Турнір                 | Покриття | Партнер                 | Суперники                          | Рахунок          |
| ---- | -------- | ---------------------- | -------- | ----------------------- | ---------------------------------- | ---------------- |
| 1.   | Гру 2012 | Туреччина F50, Стамбул | Тверде   | Олександр Красноруцький | Тихомир Грозданов Динко Халачев    | 7–6(2), 6–3      |
| 2.   | Тра 2013 | Росія F5, Всеволожськ  | Килим    | Олександр Красноруцький | Володимир Поляков Михайло Вакс     | 2–6, 6–3, [10–7] |
| 3.   | Сер 2013 | Росія F9, Балашиха     | Ґрунт    | Олександр Красноруцький | Віктор Балуда Олександр Румянцев   | 6–3, 6–4         |
| 4.   | Сер 2013 | Росія F11, Москва      | Ґрунт    | Олександр Красноруцький | Андрій Савельєв Михайло Вакс       | 6–2, 1–6, [10–5] |
| 5.   | Чер 2014 | Казахстан F7, Астана   | Тверде   | Олександр Василенко     | Євген Єлістратов Володимир Поляков | 6–4, 4–6, [10–5] |